# 첫사랑 (1984년 드라마)
《첫사랑》은 1984년 7월 6일에 방영된 KBS 1TV 청소년문학관 시리즈 중 열한 번째 작품이다.

## 줄거리
50대에 접어든 동민은 25년 전에 다녀갔던 시골역에 도착하여 옛날 일을 회상한다. 동민은 부모의 얼굴도 모르고 국민학교(현재 초등학교) 졸업 전까지는 할머니의 손에 자랐고, 이후 중학교 때부터 민속학을 전공하는 당숙에게 맡겨졌다. 그 무렵 고아라는 사실이 심한 우울증에 빠지게 했고 세상과 문을 닫게 했다. 동민은 여름방학을 이용해 정처 없이 발길 닿는 대로 여행을 했는데, 당숙이 한번쯤 찾아보라던 시골마을로 간다. 우리의 민속을 외롭게 이어가고 있는 박씨의 집에는 창과 승무를 배우는 서너 명의 소녀들이 있었다.

## 등장 인물

### 주요 인물
- 원석연 : 동민 역
- 김소연 : 성녀 역
- 이치우 : 박 선생 역

### 그 외 인물
- 이경미
- 노영화
- 남윤정
- 지계순
- 한정국 : 성녀의 오빠 역
- 김동우
- 이한수 : 마을 사람 역
- 고희준
- 김정환